# AHS Krab
AHS Krab je 155mm samohybná houfnice vyráběná pro polské ozbrojené síly. Houfnice kombinuje podvozek jihokorejské houfnice K9 Thunder a dělovou věž původně vyvinutou pro britskou houfnici AS90M Braveheart. Polská armáda objednala 120 samohybných houfnic AHS Krab, které mají být dodány do roku 2025.

## Vývoj

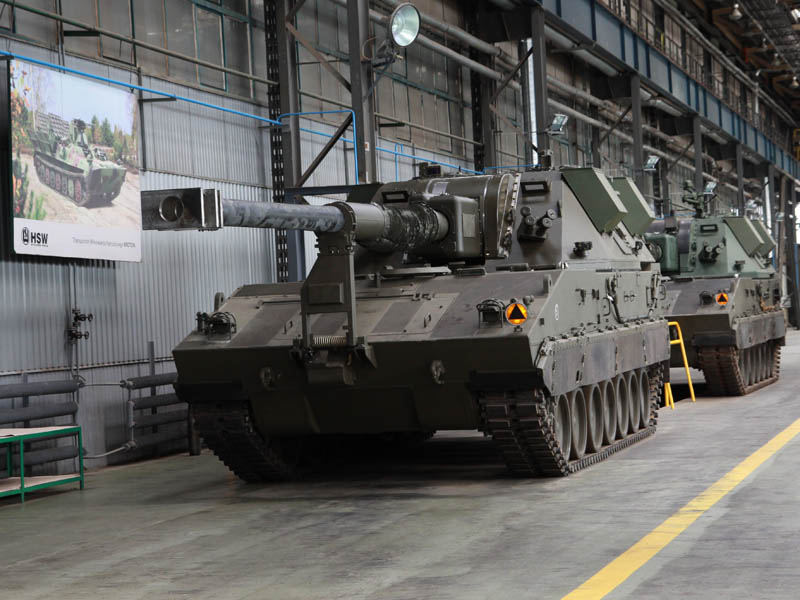
Původní verze AHS Krab na podvozku UPG-NG v továrně HSW

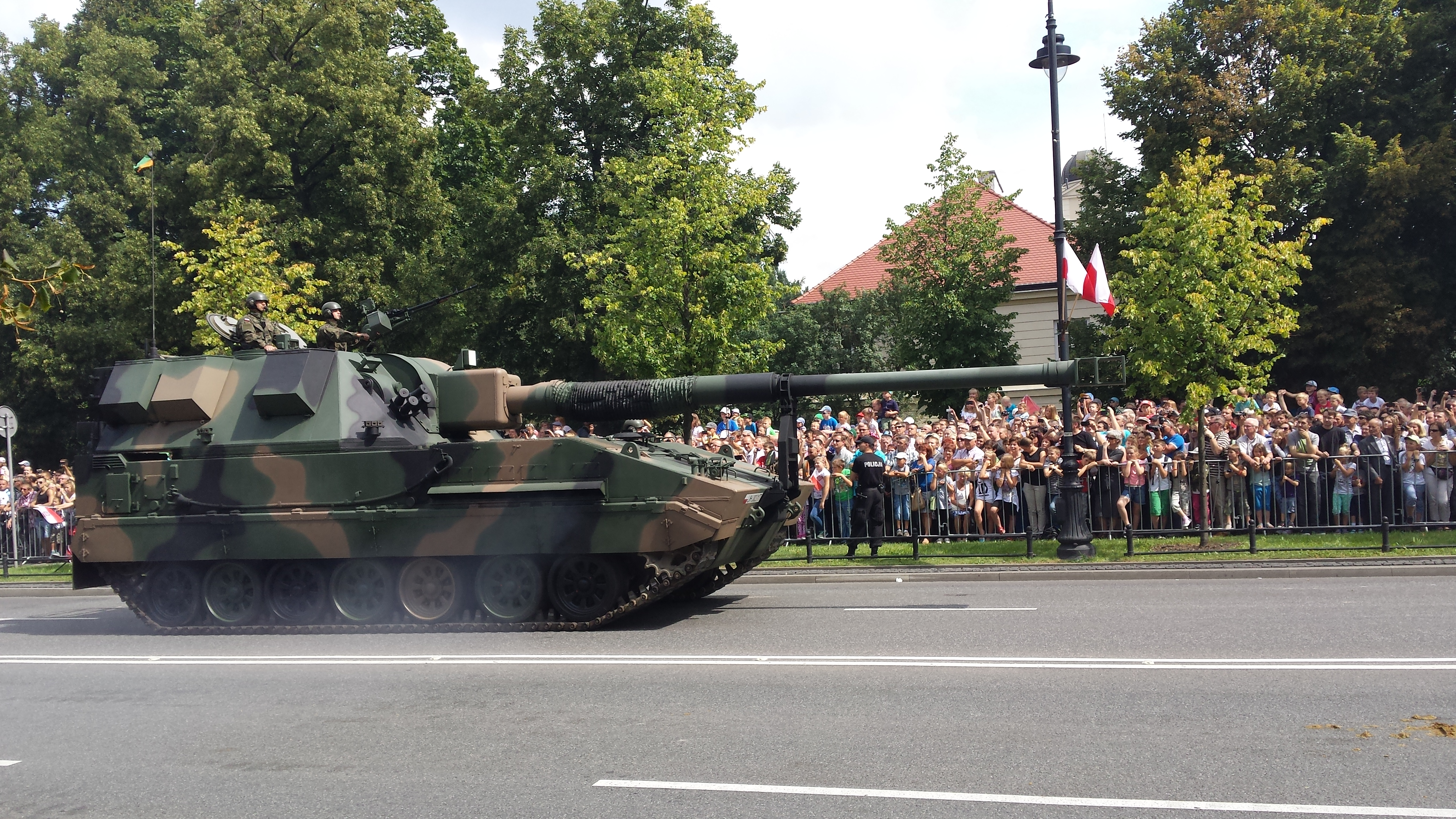
Původní verze AHS Krab na snímku z roku 2014

Vývoj houfnice proběhl v rámci polského zbrojního programu Regina, majícího nalézt náhradu za kolové československé 152mm houfnice DANA. Výběrové řízení na dodání věžového dělostřeleckého kompletu bylo vypsáno roku 1997. Soutěže se účastnila britská houfnice AS90M, německá PzH 2000, jihoafrická G6 a slovenská houfnice Zuzana. Po zúžení výběru na britský a německý typ byl roku 1998 jako vítěz vybrán britský komplet AS90M. Věžový komplet AS90M pak měl být zkombinován s podvozkem vyvinutým v Polsku.
Bylo vyrobeno celkem deset prototypů systému AHS Krab, přičemž přičemž prvních osm využívalo podvozek UPG-NG vycházející z tanku PT-91 Twardy a francouzský 155mm kanón zbrojovky Nexter. Veřejnosti byl první prototyp poprvé představen v červnu 2001. Problémy s vývojem podvozku UPG-NG nakonec vedly k tomu, že byl pro houfnici jako alternativní řešení vybrán podvozek jihokorejské samohybné houfnice K9 Thunder, přičemž do věže AS90M byl namísto kanónu francouzského instalován výrobek německé zbrojovky Rheinmetall. Prototyp této nové verze byl dokončen roku 2015.
U jihokorejské zbrojovky Hanwha Techwin bylo objednáno 120 podvozků typu K9 Thunder, přičemž část jich bude vyrobena v licenci a součástí kontraktu je i technologický transfer. Z Jižní Koreje bude roku 2017 dodáno 24 podvozků a do roku 2020 dalších 12 podvozků. Zbytek bude vyroben polskou zbrojovkou Huta Stalowa Wola (HSW). Všech 120 samohybných houfnic má být dodáno do roku 2025. V srpnu 2017 byla první polská jednotka kompletně vyzbrojena houfnicemi Krab.

## Organizace

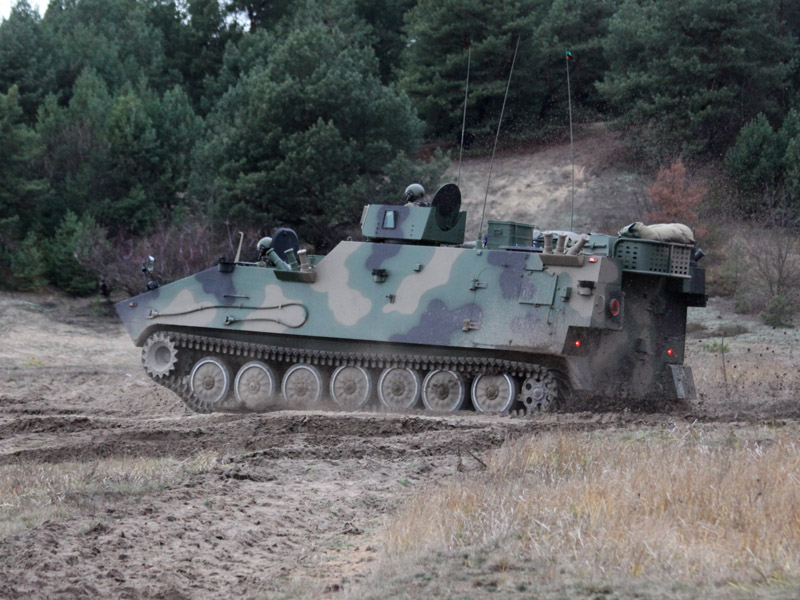
Houfnice Krab budou operovat společně s těmito velitelskými vozidly

Houfnice AHS Krab bude organizována do tzv. dělostřeleckých modulů, přičemž jeden modul tvoří osm houfnic AHS Krab, velitelské vozidlo na bázi typu MT-LB, dále muniční a opravárenské vozidlo. Tři moduly pak tvoří jeden dělostřelecký oddíl o 24 samohybných dělech Krab. Polsko plánuje vybudování pěti takových oddílů.

## Popis
Podvozek a věž houfnice jsou vyrobeny z pancéřových plechů. Pětičlennou osádku tvoří řidič, velitel, mířič a dva nabíječi. Hlavní zbraní je 155mm houfnice Rheinmetall L31A1 ERO s délkou hlavně 52 ráží, dostřelem až 40 km (dle použité munice), při použití granátu M982 Excalibur až přes 50 km, a polským systémem řízení palby WB Electronics „Topaz“.

## Uživatelé
- Polsko - 120 kusů do roku 2025
- Ukrajina – v době ruského útoku v květnu 2022 poskytnuto 18 kusů[6] a následně byla oznámena objednávka dalších 54 kusů.[7] Dle nezávislého webu Oryx ztratila Ukrajina k červnu 2025 dle volně dostupné fotodokumentace nejméně 35 houfnic a dalších šest bylo poškozeno.[8]